# Hyphilaria boyi
Hyphilaria boyi är en fjärilsart som beskrevs av Johannes Karl Max Röber 1927. Hyphilaria boyi ingår i släktet Hyphilaria och familjen Riodinidae. Inga underarter finns listade i Catalogue of Life.